# Declinació solar
La declinació solar és l'angle entre la línia Sol-Terra i el pla equatorial celeste (projecció de l'equador terrestre). El valor de la declinació solar varia al llarg de l'any, des dels 23,45° (21 de juny) fins a -23,45° (21 de desembre), passant pel zero en els equinoccis de primavera i de tardor. En el cas de les zones tropicals, quan la declinació solar coincideix amb la latitud d'una determinada zona tropical la radiació solar incideix perpendicularment a la superfície terrestre. Durant els dies propers a aquesta coincidència entre declinació solar i latitud (zones tropicals), els índexs UV augmenten de manera significativa, particularment si es presenten condicions de cel serè o parcialment ennuvolat.